# 종순 바나흐 대수
함수해석학에서 종순 바나흐 대수(從順Banach代數, 영어: amenable Banach algebra)는 1차 유계 호흐실트 호몰로지가 자명군인 바나흐 대수이다. 종순 폰 노이만 대수들은 완전히 분류되었으며, 상당량의 종순 C* 대수의 분류 역시 완결되었다.

## 정의

### 바나흐 쌍가군
두 복소수 바나흐 대수 {\displaystyle A}, {\displaystyle B} 위의 바나흐 쌍가군 {\displaystyle _{A}M_{B}}는 다음과 같은 데이터로 주어진다.
- {\displaystyle (A,B)}-쌍가군 {\displaystyle _{A}M_{B}}
- {\displaystyle M} 위의 복소수 바나흐 공간 구조 {\displaystyle (M,\|\|)}

이는 다음 두 조건을 만족시켜야 한다.
{\displaystyle \sup _{a\in A\setminus \{0\},\;m\in M\setminus \{0\}}\|am\|/(\|a\|\|m\|)<\infty }
{\displaystyle \sup _{b\in B\setminus \{0\},\;m\in M\setminus \{0\}}\|mb\|/(\|m\|\|b\|)<\infty }
이 경우, 연속 쌍대 공간 {\displaystyle M^{*}}은 자연스럽게 {\displaystyle (B,A)}-바나흐 쌍가군을 이룬다.

### 유계 미분
다음 데이터가 주어졌다고 하자.
- 복소수 바나흐 대수 {\displaystyle A}
- {\displaystyle (A,A)}-바나흐 쌍가군 {\displaystyle _{A}M_{A}}

{\displaystyle M}값의 유계 미분(영어: bounded derivation)은 다음 두 조건을 만족시키는 복소수 선형 변환
{\displaystyle \partial \colon A\to M}
이다.
- {\displaystyle \partial }은 미분이다. 즉, 임의의 {\displaystyle a,b\in A}에 대하여 {\displaystyle \partial (ab)=(\partial a)b+a\partial b}이다.
- 유계 작용소이다.

### 종순 바나흐 대수
복소수 바나흐 대수 {\displaystyle A}가 다음 조건을 만족시킨다면, 종순 바나흐 대수라고 한다.
- 임의의 {\displaystyle (A,A)}-바나흐 쌍가군 {\displaystyle _{A}M_{A}} 및 유계 미분 {\displaystyle \partial \colon A\to M^{*}}에 대하여, {\displaystyle \partial =[-,\phi ]}가 되는 {\displaystyle \phi \in M^{*}}가 존재한다. (여기서 {\displaystyle M^{*}}는 {\displaystyle M}의 연속 쌍대 공간이다.)

여기서, 유계 미분들의 군은 1차 유계 호흐실트 순환들의 군으로, {\displaystyle [-,\phi ]} 꼴의 유계 미분들의 군은 1차 완전 호흐실트 순환들의 군으로 생각할 수 있다. 즉, 종순 바나흐 대수의 정의는 1차 유계 호흐실트 호몰로지가 자명하다는 조건이다.
만약 위 조건을 {\displaystyle M=A}인 경우에만 성립하게 약화시키면, 약종순 바나흐 대수(弱從順, 영어: weakly amenable Banach algebra)의 개념을 얻는다.

## 성질
폰 노이만 대수 {\displaystyle A}에 대하여 다음 두 조건이 서로 동치이다.
- 종순 바나흐 대수이다.
- (초유한성 영어: hyperfiniteness) 부분 폰 노이만 대수들의 증가하는 열 {\displaystyle A_{0}\subseteq A_{1}\subseteq A_{2}\subseteq \cdots \subseteq A}가 존재하여, 각 {\displaystyle A_{i}}들은 모두 유한 차원 폰 노이만 대수이며, {\displaystyle \textstyle \bigcup _{i=0}^{\infty }A_{i}}는 {\displaystyle A}의 (노름 거리 위상에서의) 조밀 집합을 이룬다.

종순 폰 노이만 대수는 단사 폰 노이만 대수(영어: injective von Neumann algebra) 또는 초유한 폰 노이만 대수(영어: hyperfinite von Neumann algebra)라고도 불린다.
C* 대수 {\displaystyle A}의 경우 다음 두 조건이 서로 동치이다.
- 종순 바나흐 대수이다.
- {\displaystyle A}로 생성되는 폰 노이만 대수는 종순 바나흐 대수이다.

종순 C* 대수는 핵 C* 대수(영어: nuclear C*-algebra)라고도 불린다.
모든 C* 대수는 약종순 바나흐 대수이다.:306; §4

## 예
모든 가환 C* 대수는 종순 바나흐 대수이다.:79, Theorem 2.3.7 모든 유한 차원 C* 대수는 종순 바나흐 대수이다.:77, Corollary 2.3.2

## 역사
종순 바나흐 대수의 개념은 1972년에 도입되었다. 이후 알랭 콘이 폰 노이만 대수의 경우 종순성이 초유한성 등 여러 다양한 조건들과 동치임을 증명하였다.